# Médersa de Taza
 (janvier 2018).
La médersa de Taza (Maroc) a été fondée par le prince mérinide Abou El Hassan en 1323.
Durant le Protectorat, elle a abrité une école franco-marocaine.